# Touët-sur-Var
Ne doit pas être confondu avec Touët-de-l'Escarène.
Touët-sur-Var est une commune française située dans le département des Alpes-Maritimes, en région Provence-Alpes-Côte d'Azur.
Ses habitants sont appelés les Touëtans ou bien les Touëtois.
Jusqu'en 1860, le nom officiel était en italien : Toetto di Boglio.

## Toponymie
Le nom curieux de Touët découle du mot ligure « Teba » qui signifie « rocher ».
De « trouée », « porte », les portes de Nice pour certains ; d'un radical préromain TOB, « cabane » pour d'autres.
1108 Castelum Toeti - 1259 Thoeto - 1536 El Toet - 1760 Touët.

## Histoire
Blotties les unes contre les autres, ses maisons séculaires aux assises de pierre et aux toits ocre de tuiles romaines lancent un défi au temps qui passe.
Les premiers habitants de cette région furent les Ligures, quelque huit cents ans avant notre ère. Ils connaissaient le cuivre et le bronze. L'élevage des troupeaux était leur grande occupation car le relief accidenté et une terre pauvre, car rocailleuse, ne permettaient pas une agriculture prospère. Mêlés aux Celtes, nos Ligures tombèrent sous la domination des Eguituris, montagnards robustes et agiles, aimant par-dessus tout la chasse et les combats. Durant plusieurs décennies, ils se battent contre les Romains mais sont vaincus par l'empereur Auguste. La région devient une province romaine et des traces relevées dans le village confirment cet état de fait.
Lorsque le christianisme s'installe en Gaule (du IIIe au VIe siècle), Touët relève de l'évêché des Glandeves, proche d'Entrevaux.
Invasions des Lombards puis des Sarrasins. De leurs passages restent des noms tels que Maurin, Maurel, signifiant « noirâtre, noir ». Les Sarrasins furent définitivement chassés des lieux par le comte de Provence durant le Xe siècle. En récompense, ses vassaux reçurent des terres et c'est ainsi que Touët revint au comte de Beuil.
Au XIIIe siècle, la population du village est d'environ quatre cents âmes qui se protègent derrière un pont-levis, se groupant autour du petit château appartenant pour moitié au comte de Provence et au comte de Beuil.
Entre le XIIIe siècle et le XVIIIe siècle, le village subit successivement la servitude des Templiers installés dans le village proche de Rigaud où ils jouent le rôle de seigneurs les intempéries et les ravages provoqués par la peste noire. Le 7 octobre 1315, Jacques Ruffi (?-av.1331), Baile de Vintimille (1300), vice-amiral de Provence (1315), Baile de Digne (1327), chevalier, originaire de Nice devint seigneur du Touët. Il était le descendant du notaire Bertrand Roux et fut d'abord clavaire. En 1314, il prit part à l'expédition dirigée par le roi Robert contre la Sicile. En 1326, Jacques Ruffi est capitaine des galères de Nice avant d'être la même année nommé à la tête des galères provençales qui devaient faire partie de l'escadre de Naples.
Une commanderie des Templiers, installée à Rigaud — autre village à cinq kilomètres d'ici — jouant un rôle de seigneurs et considérant les Touëtois comme des serfs, perçoit des dîmes et s'approprie des biens un peu partout aux alentours. Les Templiers faisaient même payer les services religieux alors célébrés en la chapelle Notre-Dame-Sainte-Marie construite au XIIe siècle sous l'égide de l'abbaye de Lérins.
En plus des intempéries naturelles saccageant les cultures de la vallée du Var au XIVe siècle, les villageois doivent subir les atrocités de la peste noire qui décime la population, laissant une centaine de personnes en vie.
Le village suit l'histoire de la maison de Beuil et, en conséquence, devient propriété de la maison de Savoie en 1388 avant d'être celle des États sardes plus tard.
Durant le XVIIIe siècle, le comte de Beuil ayant été exécuté, ses châteaux brûlés et ses biens confisqués, le village est inféodé à différents seigneurs dont les derniers furent les comtes Claretti. Pendant ces occupations successives, guerres, pillages et incendies se multiplient.
En 1793, Touët devient français mais redevient sarde en 1814. La misère est grande. Suit une période de stagnation qui exacerbe leur amertume. En 1860, les Touëtois votent à l'unanimité pour l'annexion à la France.
L'abbé Désiré Niel, né en 1814 à Touët où son père exerçait la profession de notaire et la fonction de maire sous le Consulat, œuvra d'une manière intensive pour le rattachement à la France. Député, inspecteur d'Académie, il se retire à Touët en 1871. Sa générosité « municipale » le fait participer financièrement à la construction d'un pont sur le Var en remplacement de l'antique passerelle, ainsi qu'aux premiers travaux reliant le haut avec le bas du village. D'où l'avenue Désiré-Niel achevée en 1890. Il quitte notre monde en 1873, léguant plusieurs de ses biens à son village, ainsi qu'une rente annuelle destinée à la construction d'une école pour les filles, les garçons seuls étant scolarisés jusqu'alors.
En 1908, Touët-de-Beuil devient Touët-sur-Var, évitant une certaine confusion dans la distribution du courrier. Enfin relié à la côte, le village se modernise peu à peu.
En 2005, grâce à l'opération « Touët sur Var - le village aux portes peintes » lancée par l'association « Lou Souliaïre » les rues du village sont devenues un musée à ciel ouvert.

## Géographie

### Localisation
Commune située entre Villars-sur-Var (9 km) et Puget-Théniers (10 km).

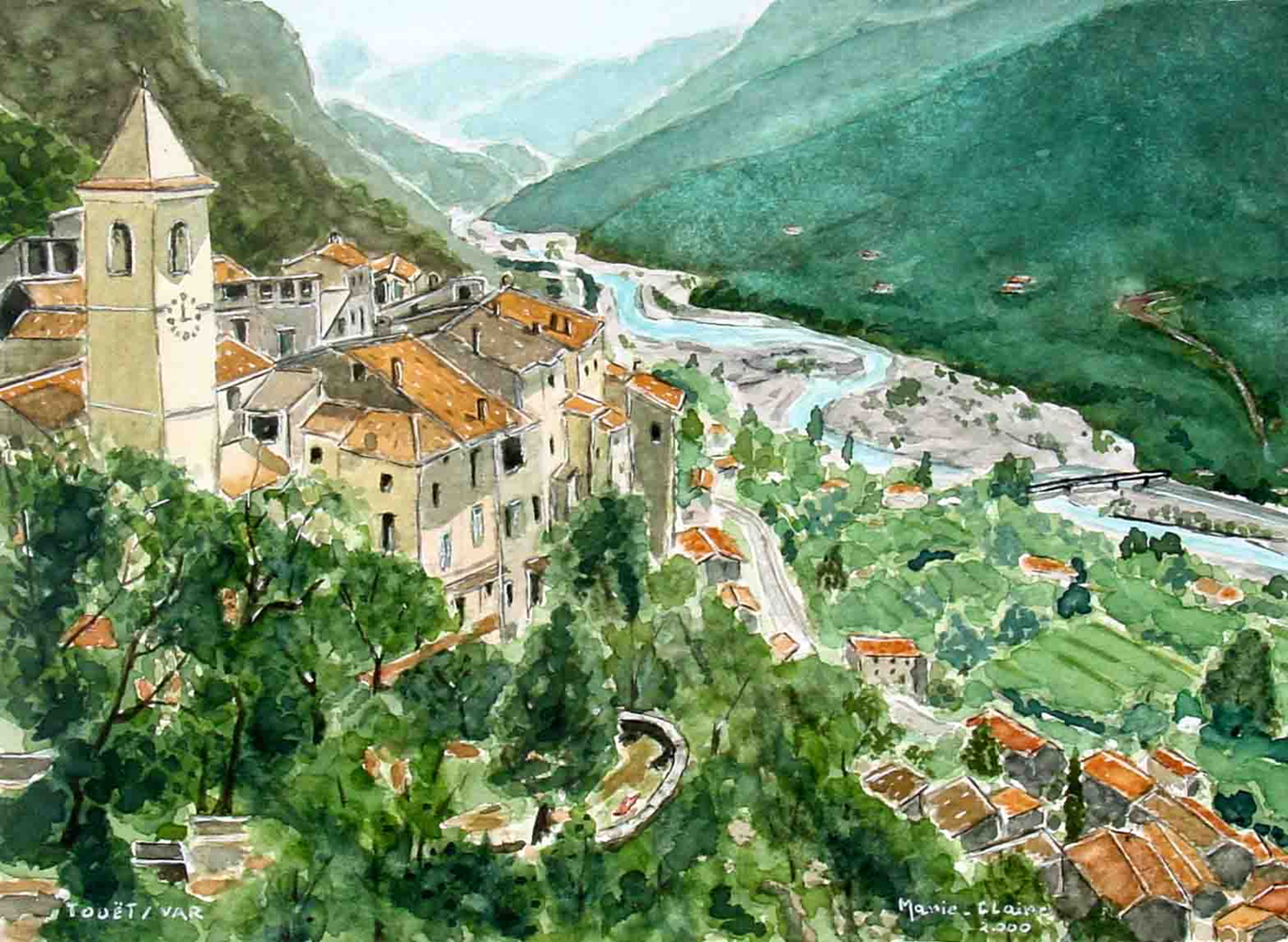
Le village perché.

### Géologie et relief
Village perché au-dessus de la vallée du Var.
La commune se compose de 50,23 hectares de territoires artificialisés (3,49 %), 32,43 hectares de territoires agricoles (2,25 %) et 1 358,47 hectares de forêts et milieux semi-naturels (94,27 %).

### Sismicité
La commune dispose d'un plan de prévention des risques.
Commune située dans une zone de sismicité moyenne.

### Hydrographie et les eaux souterraines
Cours d'eau traversant la commune :
- Var (fleuve),
- Cians (fleuve).

### Climat
Pour des articles plus généraux, voir Climat de Provence-Alpes-Côte d'Azur et Climat des Alpes-Maritimes.
En 2010, le climat de la commune est de type climat méditerranéen franc, selon une étude du Centre national de la recherche scientifique s'appuyant sur une série de données couvrant la période 1971-2000. En 2020, Météo-France publie une typologie des climats de la France métropolitaine dans laquelle la commune est exposée à un climat de montagne ou de marges de montagne et est dans la région climatique  Var, Alpes-Maritimes, caractérisée par une pluviométrie abondante en automne et en hiver (250 à 300 mm en automne), un très bon ensoleillement en été (fraction d’insolation > 75 %), un hiver doux (8 °C) et peu de brouillards. 
Pour la période 1971-2000, la température annuelle moyenne est de 13,6 °C, avec une amplitude thermique annuelle de 16,4 °C. Le cumul annuel moyen de précipitations est de 1 030 mm, avec 6,1 jours de précipitations en janvier et 4,6 jours en juillet. Pour la période 1991-2020, la température moyenne annuelle observée sur la station météorologique de Météo-France la plus proche, « Ascros », sur la commune d'Ascros à 3 km à vol d'oiseau, est de 10,8 °C et le cumul annuel moyen de précipitations est de 930,1 mm. 
La température maximale relevée sur cette station est de 34,4 °C, atteinte le 18 juillet 2023 ; la température minimale est de −10,7 °C, atteinte le 28 février 2018,,. 
Les paramètres climatiques de la commune ont été estimés pour le milieu du siècle (2041-2070) selon différents scénarios d'émission de gaz à effet de serre à partir des nouvelles projections climatiques de référence DRIAS-2020. Ils sont consultables sur un site dédié publié par Météo-France en novembre 2022.

### Voies de communication et transports

#### Voies routières
Village accessible depuis la route des Alpes D 6202 (ex-RN 202), reliant Nice à Villars en 1860, puis à Touët en 1903.

#### Transports en commun
- Transport en Provence-Alpes-Côte d'Azur

##### Lignes SNCF
Le chemin de fer dessert Touët en 1888, par la ligne Nice - Digne des Chemins de fer de Provence (plus connue sous le nom du « Train des Pignes »).
- Gare du train des Pignes[17].

## Urbanisme

### Typologie
Au 1er janvier 2024, Touët-sur-Var est catégorisée commune rurale à habitat dispersé, selon la nouvelle grille communale de densité à 7 niveaux définie par l'Insee en 2022.
Elle est située hors unité urbaine. Par ailleurs la commune fait partie de l'aire d'attraction de Nice, dont elle est une commune de la couronne,. Cette aire, qui regroupe 100 communes, est catégorisée dans les aires de 200 000 à moins de 700 000 habitants,.

### Occupation des sols
L'occupation des sols de la commune, telle qu'elle ressort de la base de données européenne d’occupation biophysique des sols Corine Land Cover (CLC), est marquée par l'importance des forêts et milieux semi-naturels (94,3 % en 2018), une proportion identique à celle de 1990 (94,3 %). La répartition détaillée en 2018 est la suivante : 
forêts (70,8 %), espaces ouverts, sans ou avec peu de végétation (14 %), milieux à végétation arbustive et/ou herbacée (9,4 %), zones urbanisées (3,5 %), prairies (2,3 %).
L'évolution de l’occupation des sols de la commune et de ses infrastructures peut être observée sur les différentes représentations cartographiques du territoire : la carte de Cassini (XVIIIe siècle), la carte d'état-major (1820-1866) et les cartes ou photos aériennes de l'IGN pour la période actuelle (1950 à aujourd'hui).

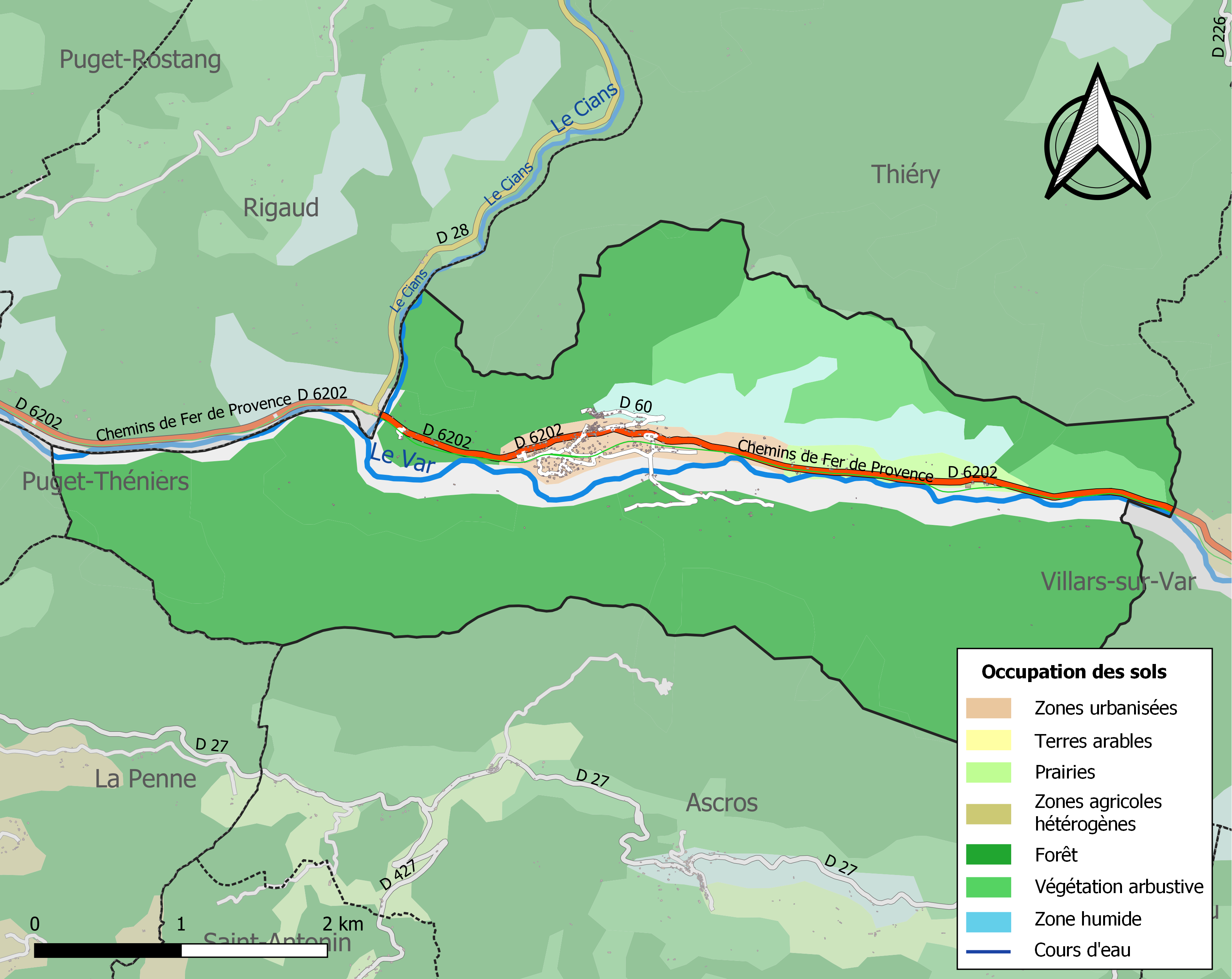
Carte de l'occupation des sols de la commune en 2018 (CLC).

## Politique et administration
| Période                                  | Période  | Identité    | Étiquette       | Qualité                                                                |
| ---------------------------------------- | -------- | ----------- | --------------- | ---------------------------------------------------------------------- |
| Les données manquantes sont à compléter. |          |             |                 |                                                                        |
| 1985                                     | En cours | Roger Ciais | UMP-LR puis DVD | Ingénieur, Conseiller général du canton de Villars-sur-Var (2011-2015) |

### Budget et fiscalité 2023
En 2023, le budget de la commune était constitué ainsi :
- total des produits de fonctionnement : 639 000 €, soit 913 € par habitant ;
- total des charges de fonctionnement : 408 000 €, soit 583 € par habitant ;
- total des ressources d'investissement : 300 000 €, soit 428 € par habitant ;
- total des emplois d'investissement : 780 000 €, soit 1 114 € par habitant ;
- endettement : 186 000 €, soit 265 € par habitant.

Avec les taux de fiscalité suivants :
- taxe d'habitation : 10,40 % ;
- taxe foncière sur les propriétés bâties : 13,57 % ;
- taxe foncière sur les propriétés non bâties : 23,41 % ;
- taxe additionnelle à la taxe foncière sur les propriétés non bâties : 0,00 % ;
- cotisation foncière des entreprises : 0,00 %.

Chiffres clés Revenus et pauvreté des ménages en 2021 : médiane en 2021 du revenu disponible, par unité de consommation : 21 910 €.

## Agriculture-élevage
- Agriculture biologique[27].

### Tourisme
Le développement du tourisme, la facilité des communications et le goût de plus en plus prononcé des vacanciers pour les sports de neige ont fait de Touët un relais entre Nice et les stations de sports d'hiver, ainsi qu'un lieu de villégiature prisé par les vacanciers friands de soleil.
- Café-théâtre[28].
- Gîtes de France,
- Camping[29].

### Commerces et services
- Commerces et services de proximité[30].

## Population et société

### Démographie

#### Évolution démographique
L'évolution du nombre d'habitants est connue à travers les recensements de la population effectués dans la commune depuis 1793. Pour les communes de moins de 10 000 habitants, une enquête de recensement portant sur toute la population est réalisée tous les cinq ans, les populations de référence des années intermédiaires étant quant à elles estimées par interpolation ou extrapolation. Pour la commune, le premier recensement exhaustif entrant dans le cadre du nouveau dispositif a été réalisé en 2006.

En 2022, la commune comptait 743 habitants, en évolution de +10,4 % par rapport à 2016 (Alpes-Maritimes : +2,85 %, France hors Mayotte : +2,11 %).
| 1793 | 1800 | 1806 | 1822 | 1838 | 1848 | 1858 | 1861 | 1866 |
| ---- | ---- | ---- | ---- | ---- | ---- | ---- | ---- | ---- |
| 370  | 365  | 373  | 412  | 435  | 480  | 423  | 417  | 414  |

| 1872 | 1876 | 1881 | 1886 | 1891 | 1896 | 1901 | 1906 | 1911 |
| ---- | ---- | ---- | ---- | ---- | ---- | ---- | ---- | ---- |
| 412  | 429  | 404  | 426  | 902  | 374  | 335  | 362  | 337  |

| 1921 | 1926 | 1931 | 1936 | 1946 | 1954 | 1962 | 1968 | 1975 |
| ---- | ---- | ---- | ---- | ---- | ---- | ---- | ---- | ---- |
| 338  | 343  | 368  | 318  | 273  | 327  | 251  | 301  | 307  |

| 1982 | 1990 | 1999 | 2006 | 2011 | 2016 | 2021 | 2022 | - |
| ---- | ---- | ---- | ---- | ---- | ---- | ---- | ---- | - |
| 320  | 342  | 445  | 603  | 682  | 673  | 717  | 743  | - |

### Enseignement
Établissements d'enseignements relevant de l'Académie de Nice :
- École maternelle,
- École primaire[36],
- Collèges à Puget-Théniers,
- Lycée à Valdeblore.

### Santé
Professionnels et établissements de santé :
- Médecins à Puget-Théniers, Villars-sur-Var,
- Pharmacies à Entrevaux, Gilette,
- Hôpitaux à Entrevaux, Gilette.

### Cultes
- Culte catholique, Paroisse Notre-Dame du Var[38], Diocèse de Nice.

## Culture locale et patrimoine

### Lieux et monuments

#### Églises et chapelles
- Église paroissiale de la Nativité-de-la-Vierge du Haut-village construite « à cheval » sur le vallon. Au milieu de la nef, une trappe permet de voir couler sous l’église un torrent tumultueux[39].

Clôture liturgique (appui de communion).
- Chapelle Saint-Antoine-l'Ermite[41] au bord du Var, à l'entrée du pont.
- Chapelle Saint-Jean des Pénitents blancs[42], sur le sentier muletier qui mène vers le haut-village (transformée en gîte étape).
- Chapelle des Templiers[43] sur la place du bas-village. Un service religieux a lieu hebdomadairement le dimanche matin.
- Notre-Dame-du-Cians[44], chapelle du XIIe siècle[45]. Une messe est célébrée le 15 août.

Église dite chapelle Notre-Dame-du-Cians. Vierge à l'enfant, statue trouvée sur place et déposée à la mairie.
- Monument aux morts[47] : Conflits commémorés 1914-1918 - 1939-1945[48].

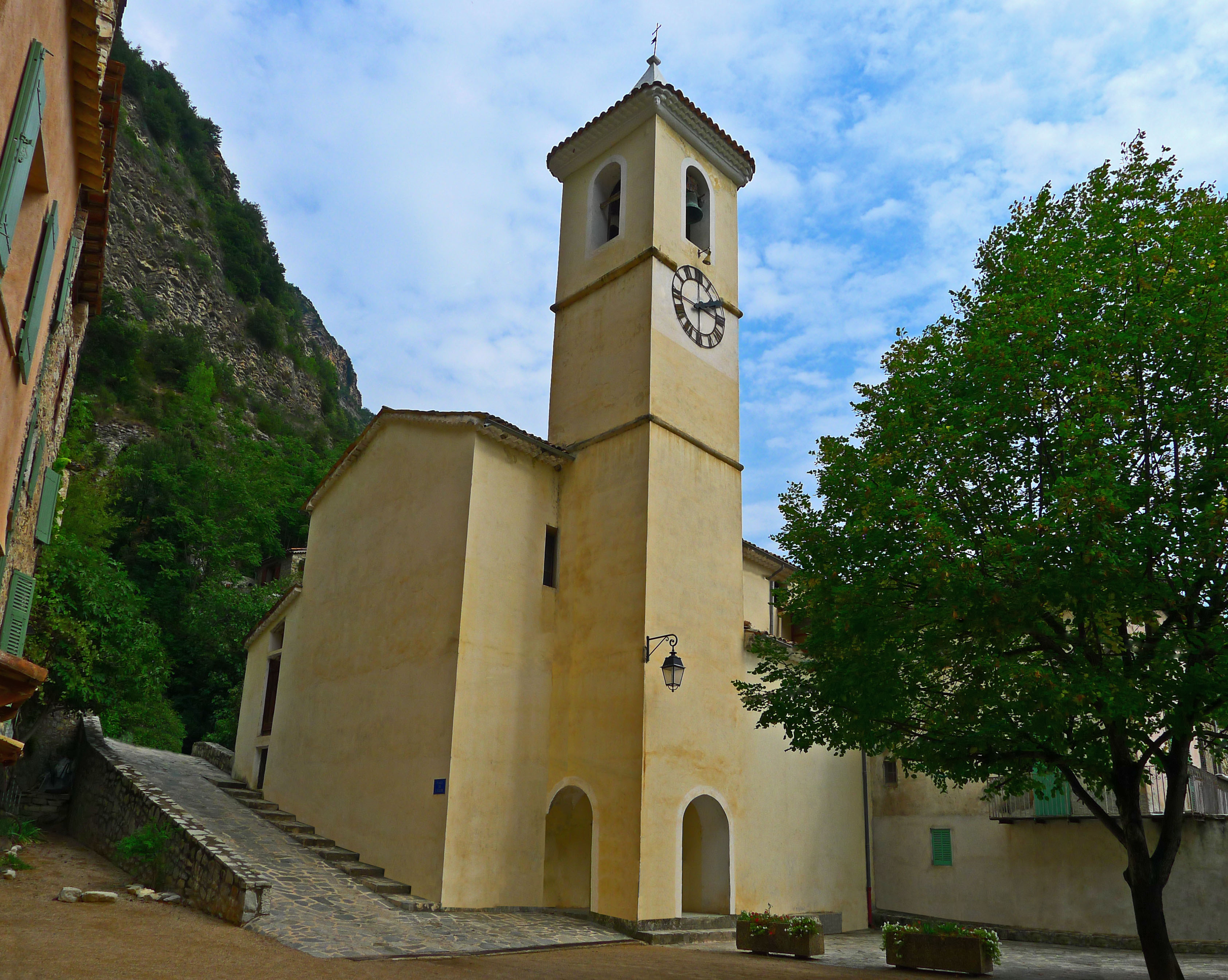
L'église paroissiale du haut village.
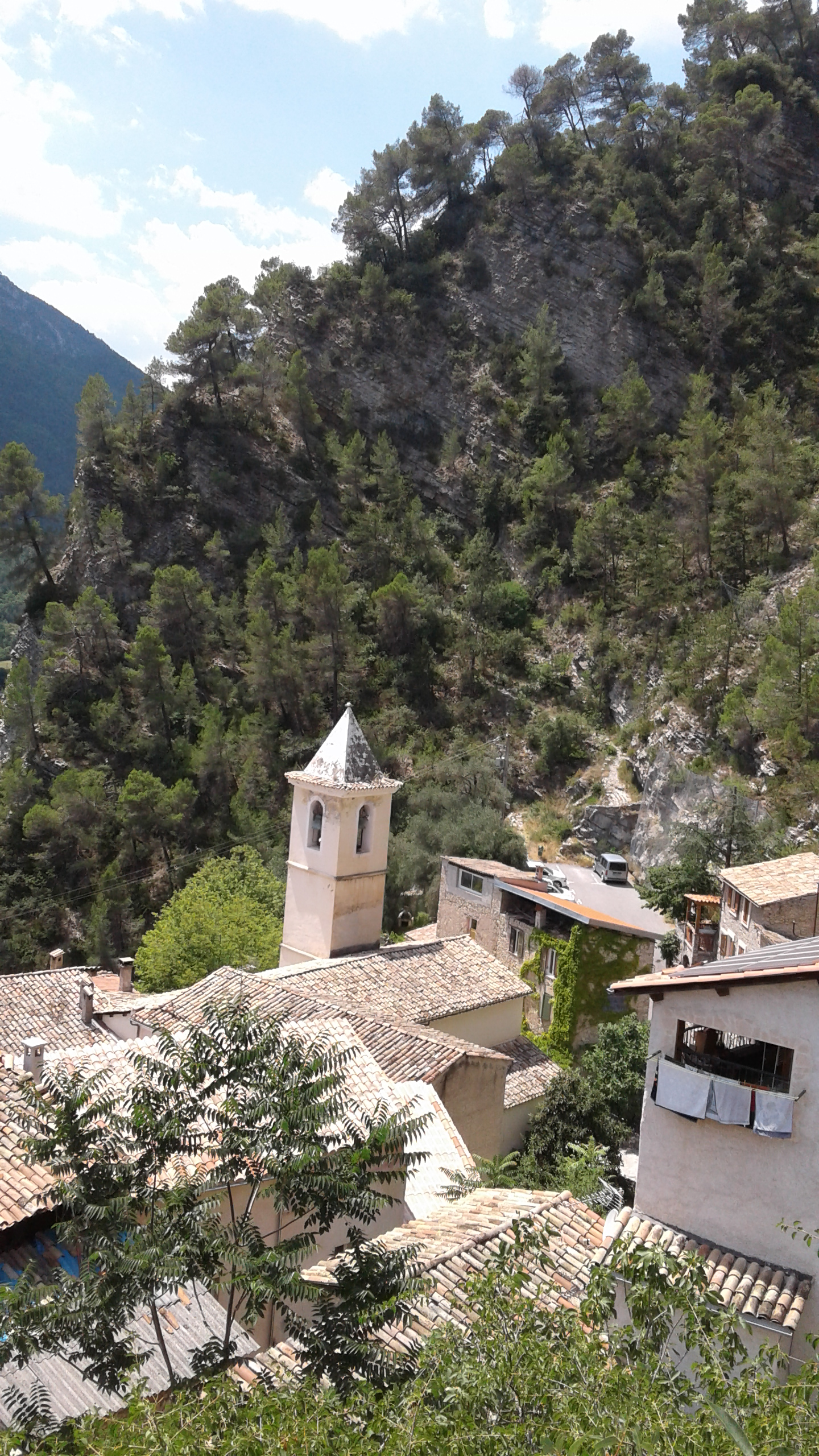
L'église vue du belvédère.
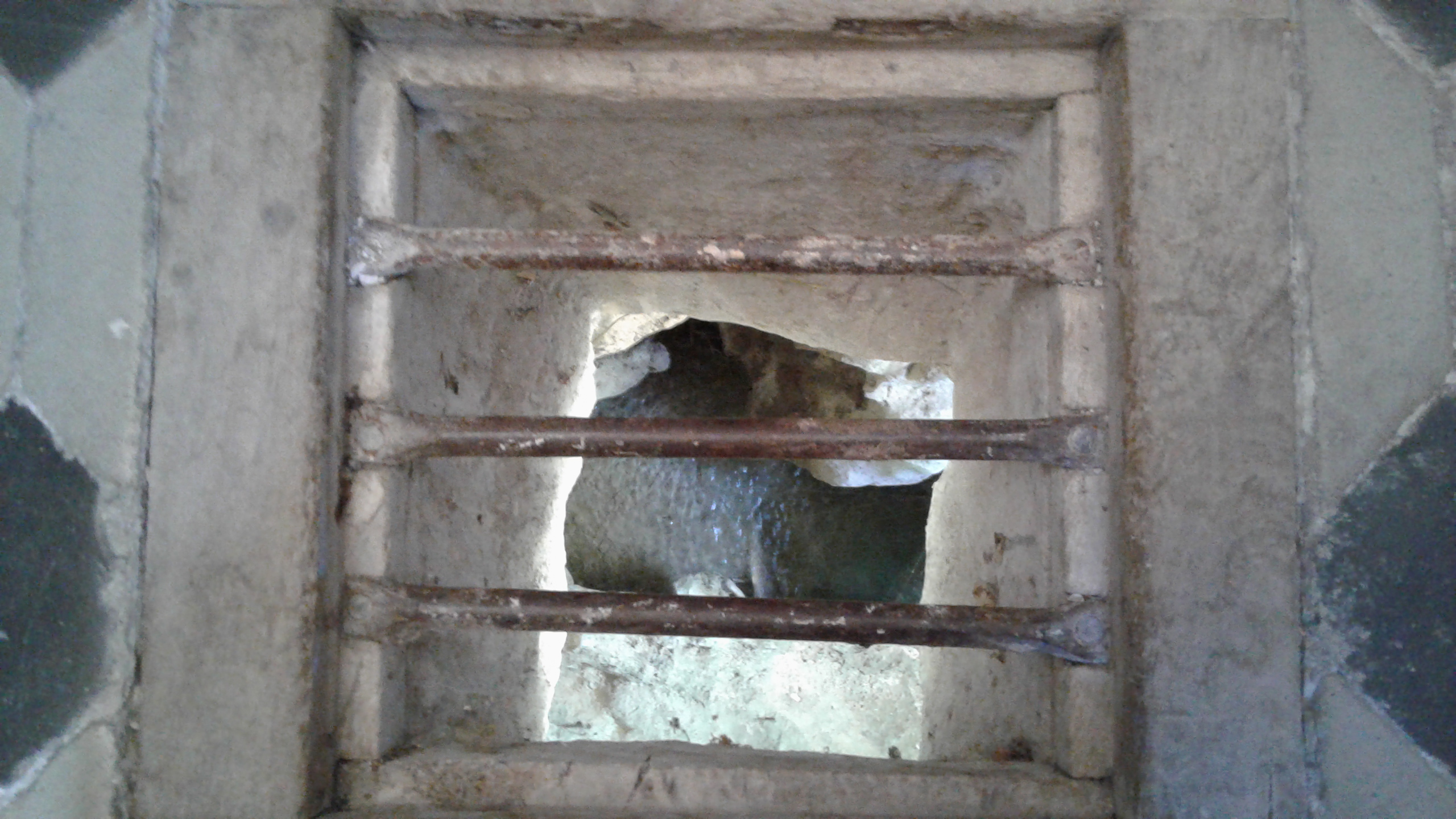
Située dans la nef de l'église de Touët sur Var cette petite trappe permet, quand on la soulève, d'apercevoir la rivière en cascade par-dessus laquelle est bâtie l'église.
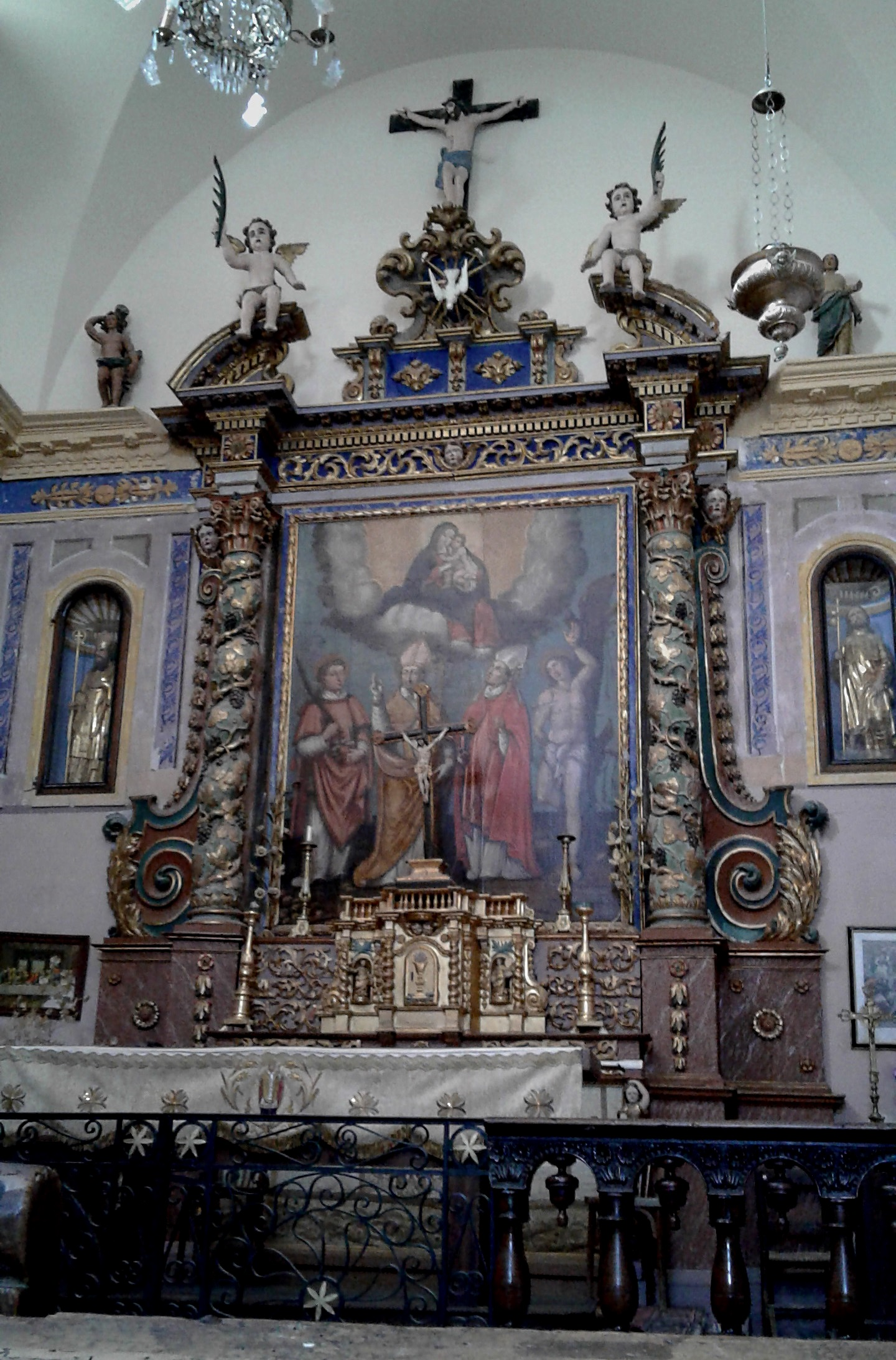
Chœur de l’église paroissiale du haut village de Touët-sur-Var.

#### Moulin à huile
L'ancien moulin à huile de Touët-sur-Var a été rénové et remis en service en mai 2009.

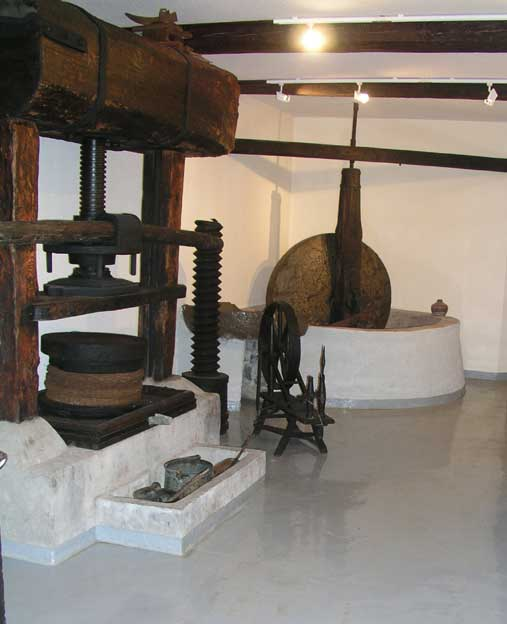
Presse et scourtins du moulin de Touët-sur-Var[50].
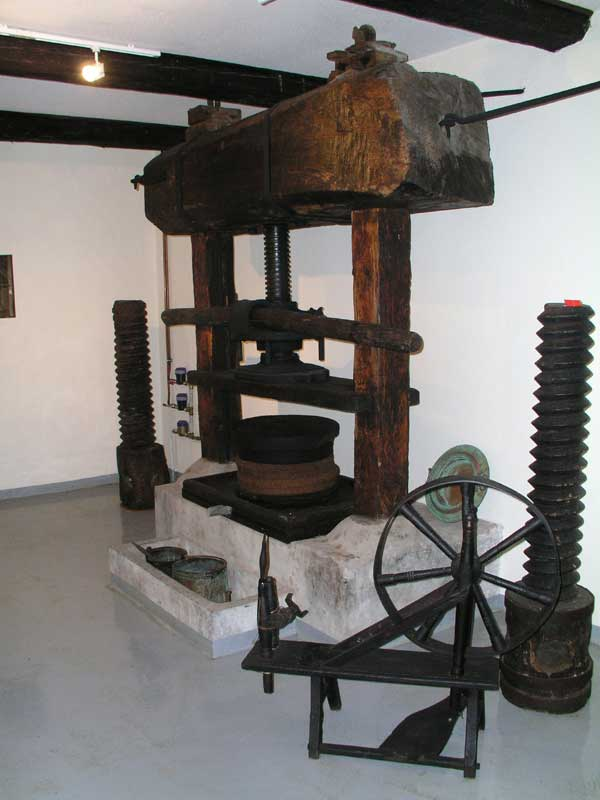
Pressoir à olives à la mairie de Touët-sur-Var.

#### Galerie des présidents de la République Française
Touët-sur-Var est une des seules mairies à avoir conservé tous les portraits des présidents depuis leurs origines. Les cadres sont tous d'origine. En 1997, Mairie Expo a décerné la Marianne d'or (meilleur maire de France) à Roger Ciais, maire de Touët-sur-Var, pour la galerie des présidents de la République ouverte dans sa mairie et sur Internet.
La Marianne d'or qu'ont reçue des mains d'Alain Trampoglieri, en mairie de Touët-sur-Var, le maire et son conseil municipal prime une idée à la fois républicaine, civique et originale sur Internet. Avec cette distinction, la commune enrichit son patrimoine communal d'une Marianne en or, présentée dans le célèbre coffret rouge et or du joaillier Cartier de la place Vendôme.

Galerie des présidents à la mairie de Touët-sur-Var.
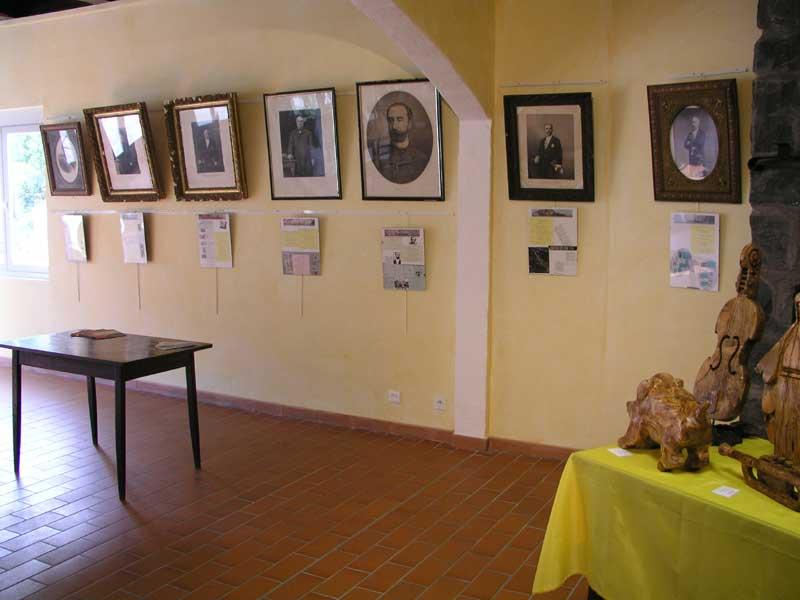
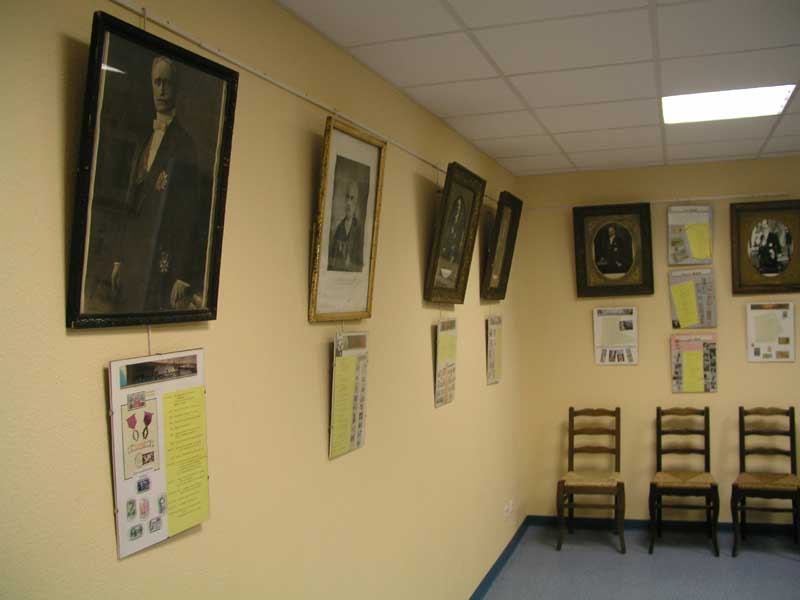

Quelques portraits originaux de la galerie des présidents.

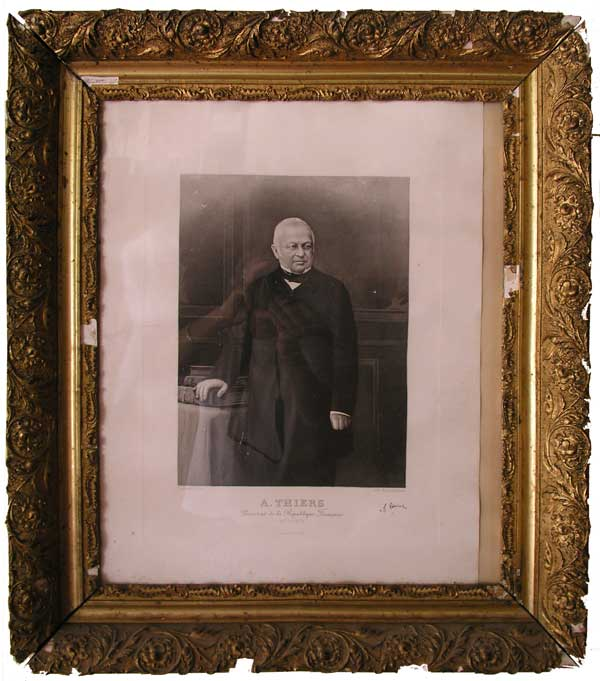
Adolphe Thiers.
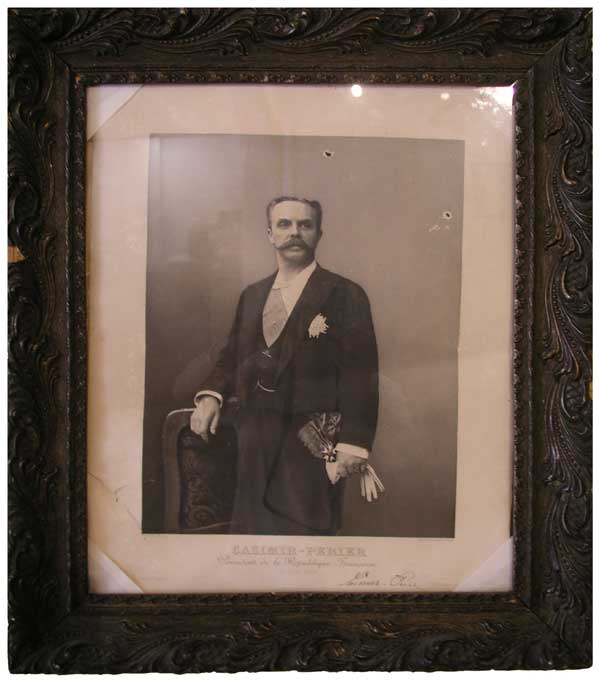
Jean Casimir-Perier.
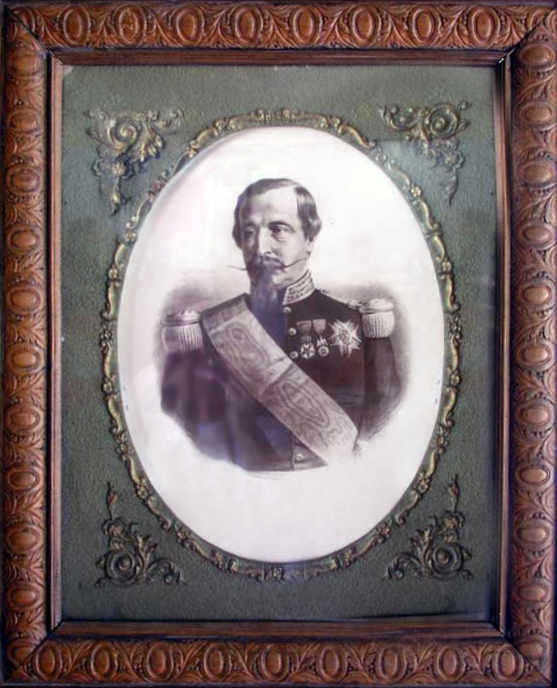
Napoléon III.
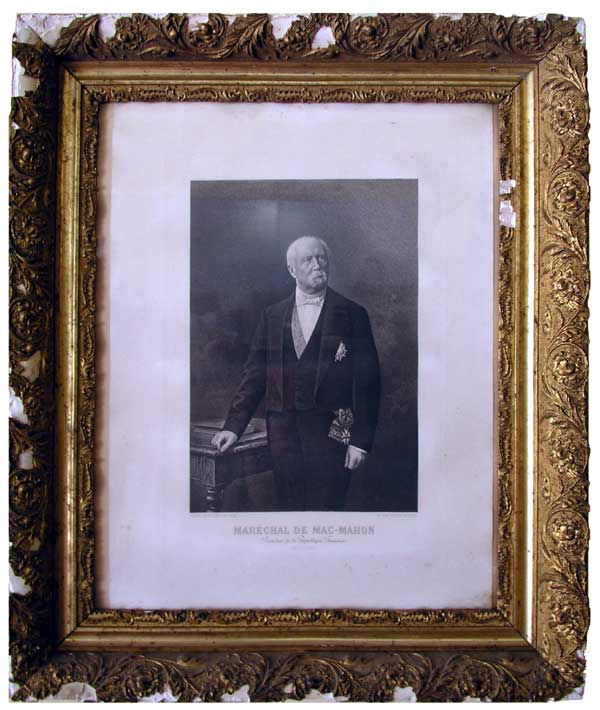
Patrice de Mac Mahon.
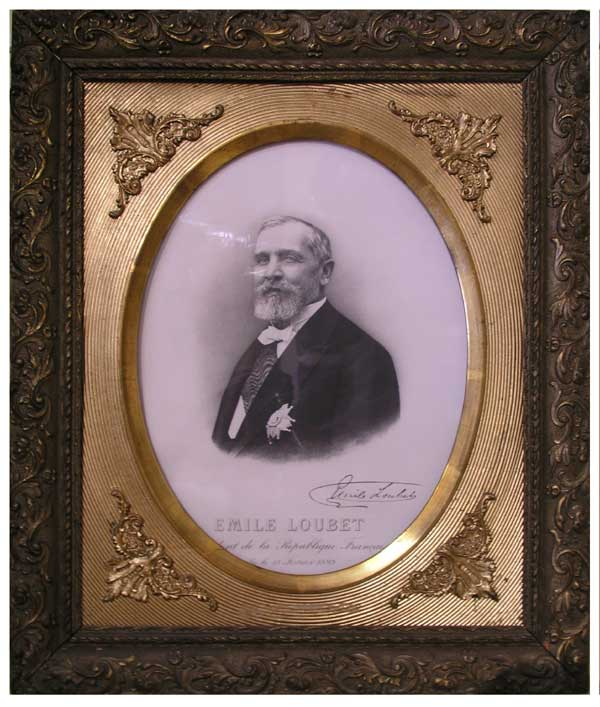
Émile Loubet.

### Héraldique
| Blason de Touët-sur-Var | Blason  | Tranché : au 1er d’azur à la tour d’or maçonnée de sable surmontée d’une étoile de huit rais aussi d’or, au 2e de sinople à la grappe de raisin tigée et feuillée d’or, à la bande ondée d’argent brochant sur la partition. |
| Blason de Touët-sur-Var | Détails | Le statut officiel du blason reste à déterminer. |

## Personnalités liées à la commune
- Abbé Désiré Niel, né à Touët-sur-Var en 1814. Il devient abbé et député de Puget-Théniers au parlement du royaume de Sardaigne à Turin[52]. Il a écrit une étude sur la Viabilité de la vallée du var, publiée en français en 1853. Il décède en 1873[53],[54].